# Magyarbóly
Magyarbóly là một thị trấn thuộc hạt Baranya, Hungary. Thị trấn này có diện tích 17,22 km², dân số năm 2010 là 989 người, mật độ 57 người/km².